# アルバート・ポールセン
アルバート・ポールセン（Albert Paulsen 本名:Albert Paulson, 1925年12月13日 - 2004年4月25日）はエクアドル共和国出身のアメリカ合衆国の俳優。主にアメリカのテレビドラマで活躍し、日本ではスパイ大作戦などのゲストで知られる。

## 主な出演作品

### テレビドラマ
- コンバット! Combat! (1962-1966)
- サンセット77 77 Sunset Strip (1963)
- 0011ナポレオン・ソロ The Man from U.N.C.L.E. (1964,1968)
- 頭上の敵機 12 O'Clock High (1965)
- スパイ大作戦 Mission: Impossible
  - 「売国奴を粛正せよ」 Memory (1966)
  - 「地下よりの脱出」The Survivors (1967)
  - 「幻の契約書」 The Bargain (1968)
  - 「暗殺者には面(つら)がない」 Orpheus (1970)
  - 「知り過ぎた娘」 Squeeze Play (1970)
- 事件記者コルチャック「地底怪獣ワニトカゲの影」 Kolchak: The Night Stalker (1975)
- 刑事コジャック Kojak (1977)
- チャーリーズ・エンジェル「大逆転！避暑地のクライマックス」Charlie's Angels: Angels on a String (1977)
- 刑事コロンボ「策謀の結末」 Columbo: The Conspirators (1978)
- ナイトライダー「謀略！デトロイト･マフィア！死の19番ホール」Knight Rider: The Nineteenth Hole (1985)

### 映画
- 影なき狙撃者 The Manchurian Candidate (1962)
- ゲバラ! Che! (1969)
- 危険な国から愛をこめて Mrs. Pollifax-Spy (1971)
- マシンガン・パニック The Laughing Policeman (1973)
- いとしき暗殺者 The Next Man (1976)
- 目撃者 Eyewitness (1981)